# Scambicornus prehensilis
Scambicornus prehensilis är en kräftdjursart som först beskrevs av Georg Ossian Sars 1918.  Scambicornus prehensilis ingår i släktet Scambicornus, och familjen Sabelliphilidae. Arten har ej påträffats i Sverige.